# Nejc Brodar
Nejc Brodar (* 10. Juli 1982 in Škofja Loka) ist ein ehemaliger slowenischer Skilangläufer.

## Werdegang
Brodar, der für den ŠD Tekač startete, trat international erstmals bei den Europäischen Olympischen Winter-Jugendtage 1999 in Štrbské Pleso in Erscheinung. Dort gewann er die Bronzemedaille über 10 km Freistil. In den folgenden Jahren belegte er bei den Junioren-Skiweltmeisterschaften 2000 in Štrbské Pleso den 53. Platz im Sprint, den 47. Rang über 10 km Freistil sowie den 13. Platz mit der Staffel, bei den Junioren-Skiweltmeisterschaften 2001 in Karpacz den 32. Platz im Sprint sowie den 19. Rang über 10 km klassisch und bei den Junioren-Skiweltmeisterschaften 2002 in Schonach im Schwarzwald den 14. Platz im Sprint sowie den neunten Rang über 10 km Freistil. Sein Debüt im Weltcup hatte er im Januar 2001 in Salzburg, wo er den 45. Platz im Sprint errang. Bei der Winter-Universiade 2003 in Tarvisio lief er auf den 19. Platz im 30-km-Massenstartrennen, auf den 17. Rang im Sprint und auf den fünften Platz über 10 km klassisch. Im Dezember 2003 holte er in Toblach mit dem 23. Platz im 30-km-Massenstartrennen seine einzigen Weltcuppunkte. In der Saison 2004/05 kam er bei den nordischen Skiweltmeisterschaften 2005 in Oberstdorf auf den 53. Platz über 15 km Freistil sowie auf den 42. Rang im Sprint und gewann bei der Winter-Universiade 2005 in Seefeld in Tirol die Silbermedaille im Sprint. Zudem wurde er dort Siebter über 10 km Freistil. Im folgenden Jahr lief er bei den Olympischen Winterspielen in Turin auf den 45. Platz im Skiathlon, auf den 39. Rang im Sprint und auf den 31. Platz im 50-km-Massenstartrennen. Zudem errang er dort zusammen mit Jože Mehle den 16. Platz im Teamsprint. In der Saison 2006/07 belegte er bei der Tour de Ski 2006/07 den 54. Platz und bei den nordischen Skiweltmeisterschaften 2007 in Sapporo den 65. Platz über 15 km Freistil sowie den 44. Rang im Sprint. Die Tour de Ski 2007/08 beendete er auf dem 57. Platz. Sein letztes Weltcuprennen absolvierte er in der Verfolgung bei der Tour de Ski 2008/09, welches er aber vorzeitig beendete.

## Teilnahmen an Weltmeisterschaften und Olympischen Winterspielen

### Olympische Winterspiele
- 2006 Turin: 16. Platz Teamsprint klassisch, 31. Platz 50 km Freistil Massenstart, 39. Platz Sprint Freistil, 45. Platz 30 km Skiathlon

### Nordische Skiweltmeisterschaften
- 2005 Oberstdorf: 42. Platz Sprint klassisch, 53. Platz 15 km Freistil
- 2007 Sapporo: 44. Platz Sprint klassisch, 65. Platz 15 km Freistil